# Kuchnia grenlandzka

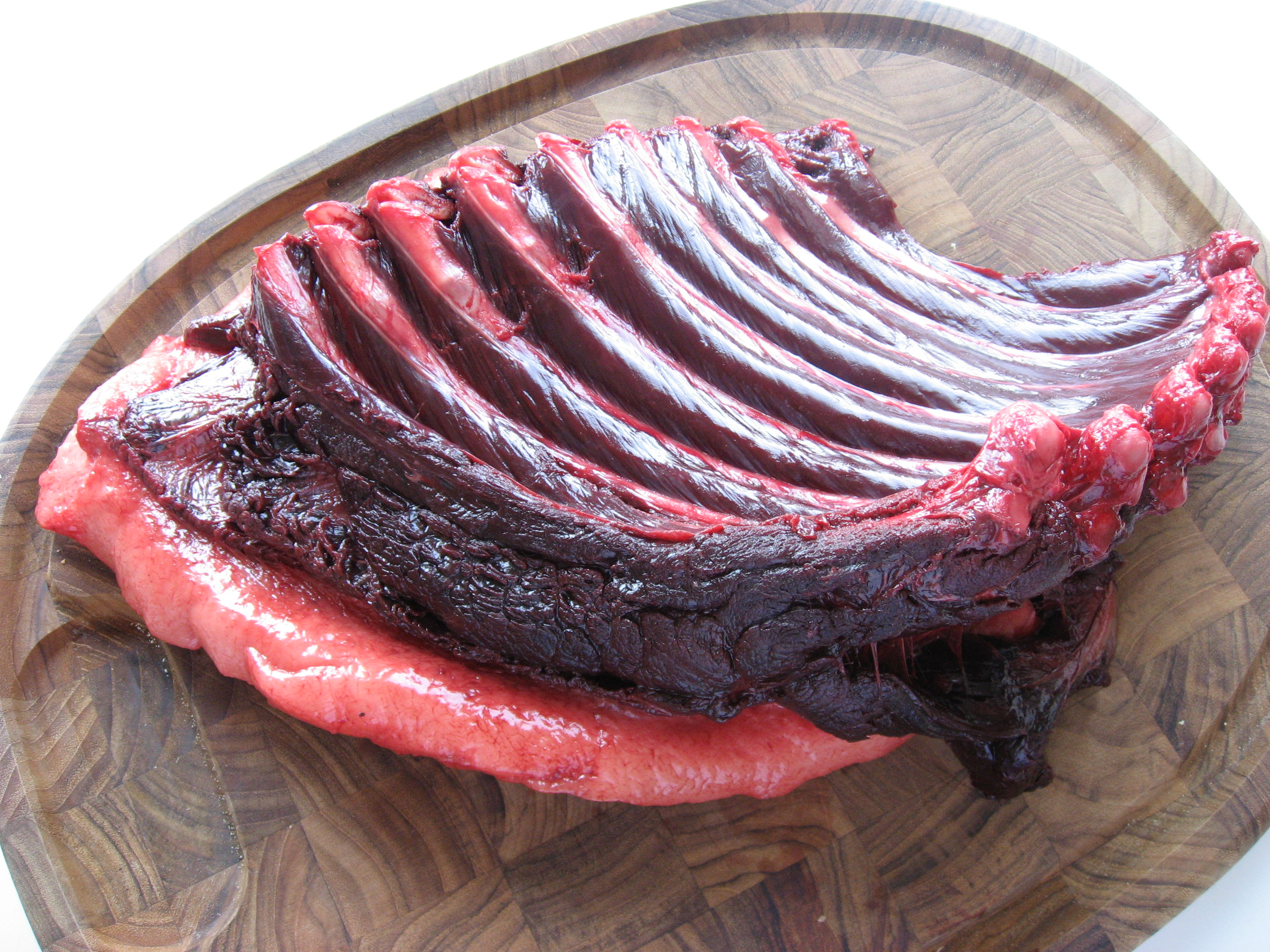
Mięso foki

Kuchnia grenlandzka – tradycyjna kuchnia Grenlandii oparta na mięsie ssaków morskich, ptaków, ryb oraz dziczyźnie zawierającej wysoki poziom białka. Od czasu kolonizacji i pojawienia się międzynarodowego handlu na kuchnię Grenlandii coraz bardziej wpływają kuchnie innych narodów, głównie duńska, brytyjska, amerykańska i kanadyjska. Latem, gdy pogoda jest łagodniejsza, posiłki są często spożywane na zewnątrz.

## Mięsa

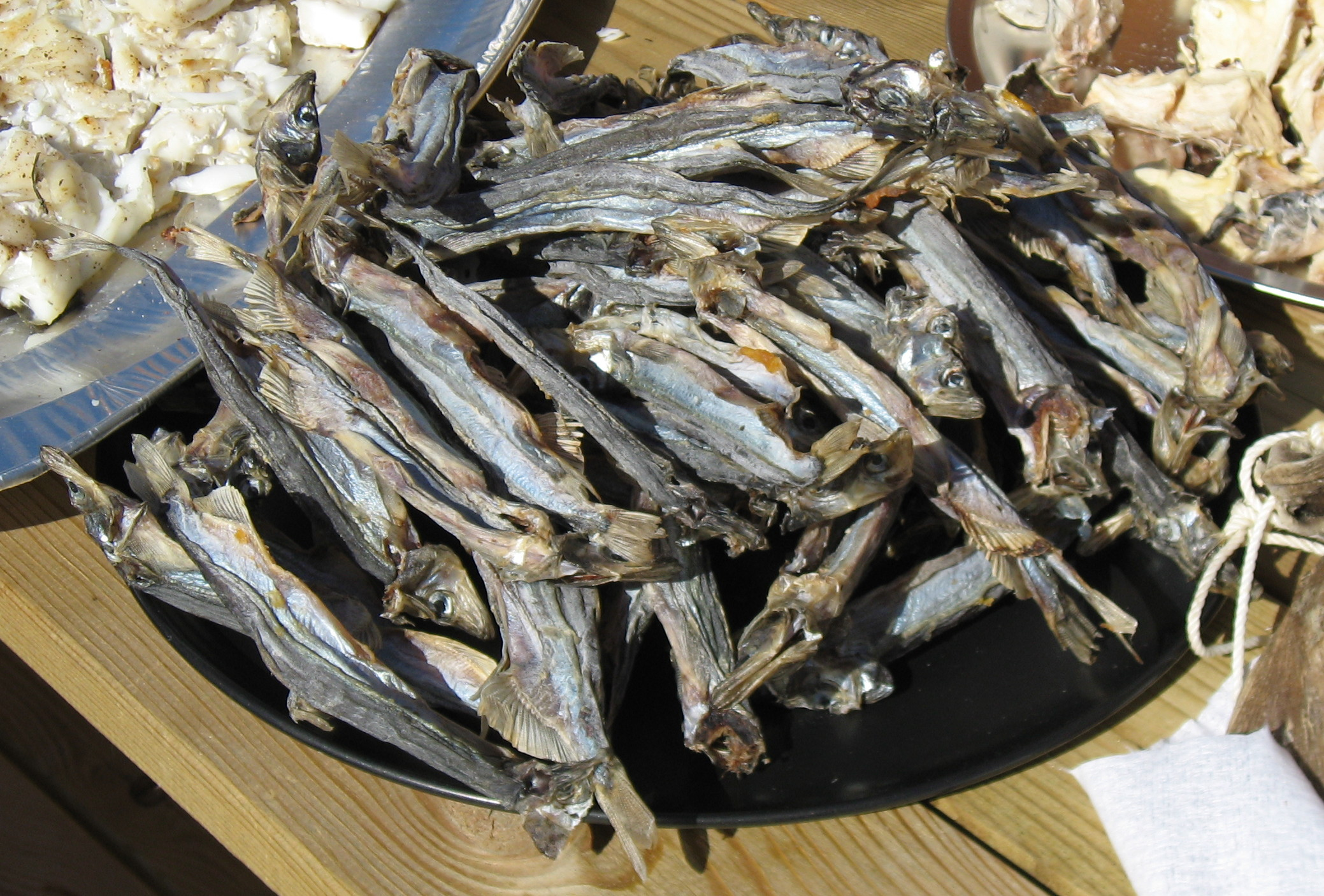
Suszone sardynki

Mimo zakazu komercyjnych połowów wielorybów w kuchni grenlandzkiej do dziś można odnaleźć znaczny udział mięsa tego zwierzęcia, głównie do dania zwanego suaasat, czyli sycącej zupy, gotowanej na bazie tłustego mięsa, serwowanej z ryżem, cebulą i ziemniakami, uznawanej za grenlandzkie danie narodowe. Na lądzie z kolei hoduje się i łowi głównie renifery, pardwy górskie i piżmowoły arktyczne (mają mięso przypominające nieco wołowinę, przy czym jest ono mniej kaloryczne, prócz tego bogate w białko, żelazo i witaminę B). Do dziś są także kontynuowane polowania na białe niedźwiedzie polarne.

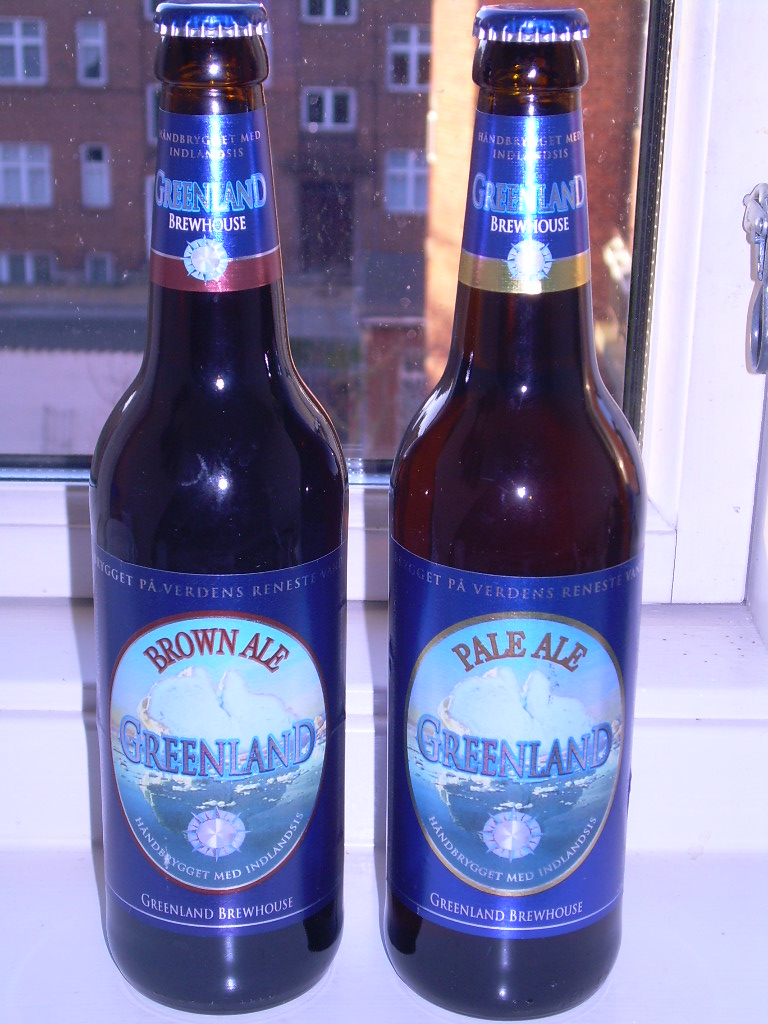
Grenlandzkie piwo kraftowe

Jedną z najbardziej rozpoznawalnych potraw pochodzących z obszarów Grenlandii jest kiviak – mięso alki zawinięte w skórę foki. Danie to jest spożywane przede wszystkim w okresie Bożego Narodzenia i poza domem z powodu intensywnego zapachu mięsa w zaawansowanym stopniu rozkładu.

## Warzywa
Pokrywa lodowa Grenlandii rozpościera się na większości powierzchni tego kraju, pozostawiając tylko niewielkie obszary ziemi na południu nadające się do masowej uprawy niektórych warzyw i owoców. 
Na wyspie sadzi się między innymi marchewki, rzepę, kalafior, a także kapustę. Największa uprawa warzyw znajduje się w stacji badawczej Upernaviarsuk. Są tam dwie duże szklarnie, a nawet rozległe pola na świeżym powietrzu. Prócz tego mieszkańcy często kultywują ziemię wokół swoich domów, tworząc niewielkie ogródki warzywne. 

## Napoje
Najpopularniejszym napojem Grenlandii jest kawa, pita zarówno do posiłku jak i osobno. Na Grenlandii spożywa się też napój kawowy tworzony z kawy, whisky, Kahlua oraz bitej śmietany. 
Głównymi alkoholami Grenlandii są piwo oraz wódka wytwarzane na bazie wody pochodzącej wprost z lodowców. Z powodu małej ilości importowanego alkoholu, w tym piwa, na Grenlandii rozwinęło się piwowarstwo domowe.